# Ekson
Ekson je zaporedje nukleotidov v nukleinski kislini, ki je prisotno v zreli molekuli RNA in se v končni fazi prevede v zaporedje aminokislin.
Eksoni so kodirajoči odseki znotraj določenega gena in ležijo med nekodirajočimi zaporedji, imenovanimi introni. Eksoni se skupaj z introni prepišejo v primarni prepis (imenovan tudi pre-mRNA ali heterogena jedrna mRNA), vendar se kasneje introni izrežejo. Zrela mRNA, ki je na voljo za prevajanje na ribosomih, vsebuje le še eksonske predele, torej odseke, ki kodirajo aminokislinsko sestavo beljakovine. Geni, zgrajeni iz eksonov in intronov so značilni le za evkarionte.